# Serrat de Can Quintanes
El Serrat de Can Quintanes és un serrat del terme municipal de Bigues i Riells, al Vallès Oriental. Separa les dues unitats del territori municipal: la del poble de Riells del Fai i la del de Bigues. Està situat a llevant de Riells del Fai, i forma un dels contraforts meridionals dels Cingles de Bertí, en el seu sector central-meridional. Separa les valls del torrent de Can Pagès i del de Can Canals. A la part alta d'aquest serrat es troba el Turó Roig.